# Southwind Airlines
Southwind Airlines (eigentlich Cortex Havacılık ve Turizm Ticaret A.Ş.) ist eine von russischen Akteuren kontrollierte türkische Fluggesellschaft mit Sitz und Basis in Antalya. Sie ist ein Tochterunternehmen der Cortex Aviation AG.

## Geschichte
Die Gesellschaft wurde am 21. April 2022 gegründet und nahm den Flugbetrieb mit zwei Airbus A330 auf. Der erste kommerzielle Flug war am 30. September 2022 ein Charterflug nach Hamburg. Am 26. Januar 2023 gab Southwind Airlines bekannt, sechs neue Boeing 737 MAX 8 von der Air Lease Corporation und Sky Leasing zu leasen. Die Flugzeuge sollten im ersten Quartal des Jahres 2023 ausgeliefert werden.
Am 28. März 2024 wurde bekannt, dass die finnischen Aufsichtsbehörden der Fluggesellschaft die Rechte zum Ein- und Durchflug in den finnischen Luftraum entzogen haben. Grund dafür ist die Annahme, dass die Gesellschaft überwiegend aus Russland gesteuert wird und somit das Embargo, das im Zuge des Ukrainekrieges erlassen wurde, umgangen wird. Am gleichen Tag wurde bekannt, dass auch die Europäische Kommission dieser Einschätzung folgt. Infolgedessen wurden der Fluggesellschaft sämtliche Rechte zum Betrieb in der EU mit sofortiger Wirkung entzogen. Die Schweiz hat Southwind ebenfalls die Rechte entzogen.

## Flugziele

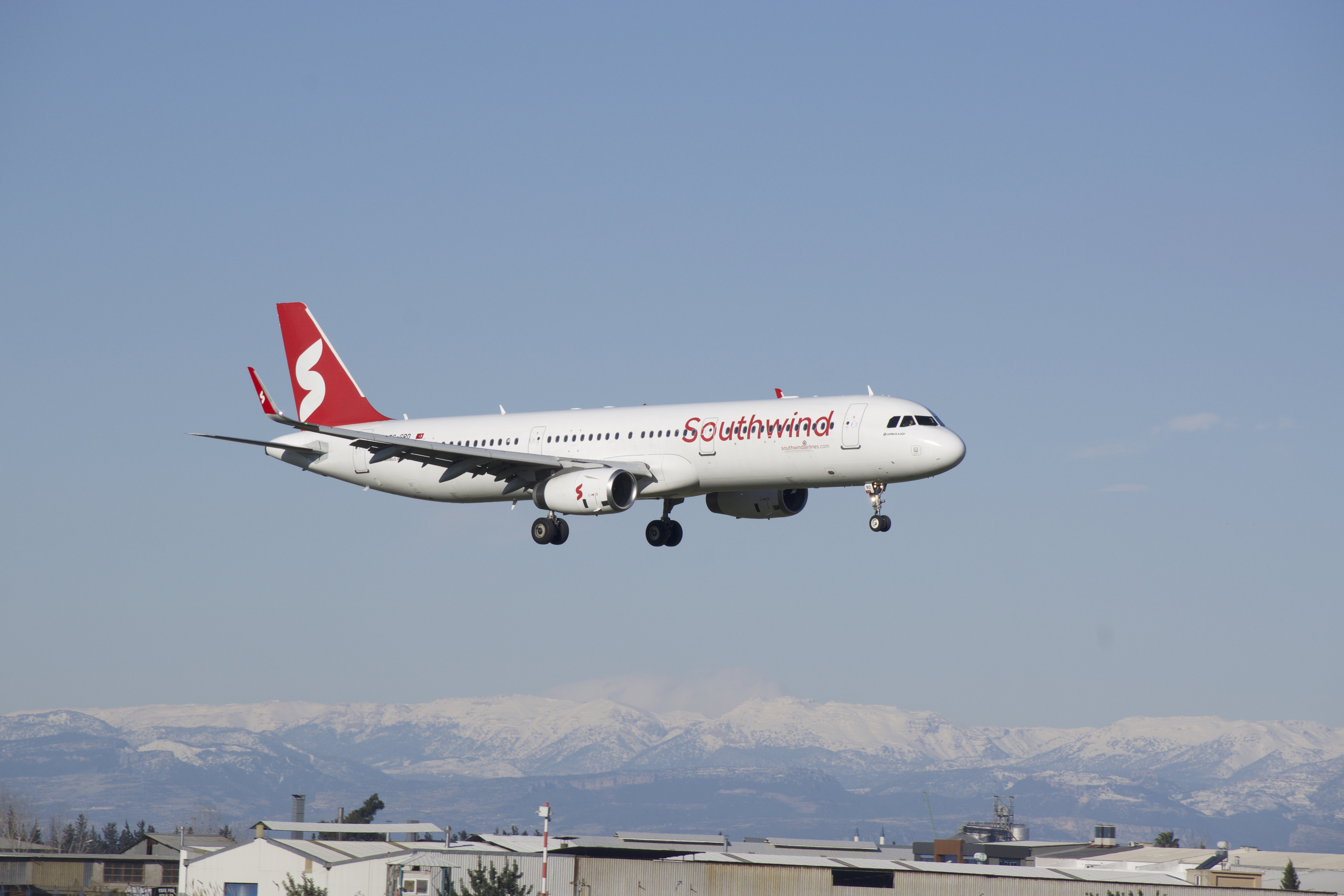

Im deutschsprachigen Raum wurden vor Inkrafttreten der Sanktionen Basel, Berlin, Dresden, Düsseldorf, Hamburg, Hannover, Köln/Bonn, Leipzig, München, Nürnberg, Stuttgart und Zürich angeflogen.

## Flotte
Mit Stand Mai 2025 besteht die Flotte der Southwind Airlines aus 13 Flugzeugen mit einem Durchschnittsalter von 12,9 Jahren.
| Flugzeugtyp      | Anzahl | bestellt | Anmerkungen                                     | Sitzplätze | Durchschnittsalter |
| ---------------- | ------ | -------- | ----------------------------------------------- | ---------- | ------------------ |
| Airbus A321-200  | 03     | 1        | einer mit Sharklets ausgestattet; einer inaktiv | 220        | 16,3 Jahre         |
| Airbus A321neo   | 01     |          |                                                 | 240        | 02,5 Jahre         |
| Airbus A330-200  | 02     |          | einer betrieben für Qanot Sharq Airlines        | 345        | 13,7 Jahre         |
| Boeing 737 MAX 8 | 03     |          |                                                 | 189        | 02,5 Jahre         |
| Boeing 777-300   | 03     |          |                                                 | 550        | 20,4 Jahre         |
| Boeing 777-300ER | 01     |          | inaktiv                                         | 531        | 20,1 Jahre         |
| Gesamt           | 13     | 1        |                                                 |            | 12,9 Jahre         |